# Herman Hortling
Herman Ivar Hortling, född 22 juni 1912 i Helsingfors, död där 10 juni 1992, var en finländsk endokrinolog.
Hortling blev medicine och kirurgie doktor 1948. Han var 1951–1981 docent i invärtes medicin vid Helsingfors universitet och från 1950 överläkare vid II Medicinska avdelningen vid Diakonissanstalten i Helsingfors. Han förestod 1960–1972 Samfundet Folkhälsans tonårspoliklinik; intresserade sig speciellt för störd könsutveckling. Han verkade som ordförande för Minervastiftelsen 1963–1983, och var hedersledamot av Finska läkaresällskapet. Han erhöll professors titel 1969.